# Màiske (Crimea)
|  | Per a altres significats, vegeu «Màiskoie». |

Màiske (en (ucraïnès): Майське, en rus: Майское, Màiskoie) és un poble de la República Autònoma de Crimea, a Ucraïna, que el 2014 tenia 2.016 habitants. Pertany al districte rural de Djankoi.